# Los Cabos Open 2023
Los Cabos Open 2023 (cunoscut și sub numele de Mifel Tennis Open by Telcel Oppo din motive de sponsorizare) a fost un turneu de tenis ATP care s-a jucat pe terenuri cu suprafață dură, în aer liber. A fost cea de-a 7-a ediție a turneului și a făcut parte din seria ATP 250 din cadrul Circuitului ATP 2023. A avut loc la Los Cabos, Mexic, între 31 iulie și 5 august 2023.

## Campioni

### Simplu
Pentru mai multe informații consultați Los Cabos Open 2023 – Simplu

### Dublu
Pentru mai multe informații consultați Los Cabos Open 2023 – Dublu

## Puncte și premii în bani

### Distribuția punctelor
| Probă  | C   | F   | SF | QF | R16 | R32 | Q   | Q2  | Q1  |
| Simplu | 250 | 150 | 90 | 45 | 20  | 0   | 12  | 6   | 0   |
| Dublu  | 250 | 150 | 90 | 45 | 0   | N/A | N/A | N/A | N/A |

### Premii în bani
| Probă  | C        | F       | SF      | QF      | R16     | R32    | Q2     | Q1     |
| Simplu | $129,660 | $75,630 | $44,465 | $25,765 | $14,960 | $9,145 | $4,570 | $2,495 |
| Dublu* | $45,050  | $24,100 | $14,120 | $7,900  | $4,655  | N/A    | N/A    | N/A    |

*per echipă